# Хартвиг II (Бавария)
Хартвиг II (на немски: Hartwig II; на латински: Hartwic palatinus comes, * ок. 985, † 24 декември 1027) от род Арибони, е от 1001/1020 до 1027 г. пфалцграф на Бавария и граф в Долен Залцбургау.

## Биография
Той е най-възрастният син на пфалцграф Арибо I († 1001/1020) и на Адала Баварска († сл. 1020). По-малкият му брат Арибо фон Майнц († 1031) е от 1021 архиепископ на Майнц. По-малкият му полубрат е граф Енгелберт IV († 1040) от рода на Зигхардингите.
През 1020 г. чрез кралско дарение получава части от Източна Щирия, които губи през 1030 г. и през 1043 г. са спечелени отново за империята от Хайнрих III.
Хартвиг е покровител на манастир Зееон и е погребан там.

## Фамилия
Пфалцграф Хартвиг е женен за Фридеруна, дъщеря на граф Ретинг и на Глисмод от род Имединги. Съпругата му по майчина линия е племенница на епископ Майнверк от Падерборн. Техните деца са:
- Арибо II (* 1024, † 18 март 1102), до 1055 пфалцграф на Бавария
- Бото (* 1027/28, † 1 март 1104), граф на Потенщайн
- (несигурно) Пилихилда († 1075), ∞ Зигхард VII, граф в Химгау